# Émile Fabre (rugby)
Pour les articles homonymes, voir Fabre.
Pas d'image ? Cliquez ici

a Compétitions nationales et continentales officielles uniquement.

b Matchs officiels uniquement.
Émile Fabre, né le 9 avril 1916 à Toulouse (Haute-Garonne) et décédé le 9 juin 1985 à Frouzins (Haute-Garonne), est un joueur international français de rugby à XV dans les années 1930.
Formé au rugby à XV au F.C. Lézignan, il fait ses débuts dans le Championnat de France aux côtés de son grand frère Léopold Fabre. Grand talent du rugby à XV, il rejoint ensuite le Stade toulousain et y devient capitaine à la fin des années 1930. Il connaît entre 1937 et 1938 trois sélections en équipe de France.

## Biographie
Émile Fabre naît le 9 mars 1916 à Toulouse. Son père, Léopold Fabre (né le 10 juillet 1861 à Lézignan-Corbières), est rentier, et sa mère, Marie Basilisse Eustelle Cuguillère (née le 28 février 1878 à Gardie), sans profession. Il a deux frères dont Léopold Fabre, international français de rugby à XV et prenant part à la tournée des « Pionniers » en 1934 lançant le rugby à XIII en France. Il se marie le 29 avril 1943 avec Jacqueline Marie Danjou, en la mairie de Toulouse.

## Palmarès
- Collectif :
  - Vainqueur du Tournoi européen FIRA : 1937 et 1938 (France).
  - Vainqueur du Championnat de France : 1947 (Stade toulousain).
  - Vainqueur de la Coupe de France : 1946 et 1947 (Stade toulousain).
  - Vainqueur de la Coupe nationale : 1938 (Pyrénées-Bigorre).